# Jaafar di Negeri Sembilan
Il colonnello Duli Yang Maha Mulia Almarhum Tuanku Ja'afar Ibni Tuanku Almarhum Abdul Rahman (Klang, 19 luglio 1922 – Seremban, 27 dicembre 2008) è stato Yang di-Pertuan Besar di Negeri Sembilan dal 1967 al 2008 e Yang di-Pertuan Agong della Malaysia dal 1994 al 1999.

## Origini e istruzione
Jaafar di Negeri Sembilan nacque a Klang il 19 luglio 1922, primo dei quattro figli di Tuanku Abdul Rahman ibni Almarhum Tuanku Muhammad e della sua moglie borghese, l'infermiera eurasiatica Dulcie Campbell, meglio conosciuta come Che' Engku Maimunah binti Abdullah. La coppia in seguito divorziò.
Dopo aver studiato al Malay College Kuala Kangsar, si laureò presso l'Università di Nottingham prima di frequentare Balliol College di Oxford e la London School of Economics. Tunku Ja'afar entrò poi nel servizio civile e diplomatico della Malesia.

## Carriera iniziale

### Ufficiale statale
Durante l'occupazione giapponese della Malesia, Tuanku Ja'afar prestò servizio presso l'Ufficio dell'amministrazione fondiaria di Seremban e come ufficiale di distretto a Rembau dal 1946 al 1947. Al suo ritorno dal Regno Unito nel 1952, Tuanku Ja'afar ricoprì diversi incarichi nel servizio civile tra cui Assistente Segretario di Stato di Perak, assistente di distretto delegato a Parit, nel Perak e ufficiale di distretto a Tampin.

### Diplomatico
La carriera diplomatica di Tuanku Ja'afar cominciò nel 1957. Seguì un corso speciale per diplomatici a Londra per un anno. Il suo primo ruolo fu come incaricato d'affari a Washington, negli Stati Uniti d'America. In seguito divenne primo segretario alla Rappresentanza permanente presso le Nazioni Unite a New York e poi console e vice alto commissario a Londra. Tuanku Ja'afar venne in seguito nominato ambasciatore in Egitto e poi alto commissario in Nigeria e in Ghana.

## Yang di-Pertuan Besar
Nel 1967, Tuanku Ja'afar stava per assumere l'incarico di ambasciatore in Giappone, quando il governo dello Stato di Negeri Sembilan lo richiamò in patria dopo la prematura morte del suo fratellastro Tuanku Munawir, allora sovrano del Negeri Sembilan.
Tutti e quattro gli Undang (capi territoriali) elessero all'unanimità Tuanku Ja'afar come Yang di-Pertuan Besar di Negeri Sembilan. L'elezione fu controversa, in quanto il presunto erede al trono, il figlio di Tuanku Munawir, Tunku Muhriz fu by-passato. Fu suggerito che l'allora primo ministro della Malesia, Tunku Abdul Rahman, incaricò il consiglio di non scegliere Tunku Muhriz a causa della sua giovane età (aveva allora diciotto anni).
Tuanku Ja'afar salì al trono come 10° sovrano di Negeri Sembilan il 18 aprile 1967.

## Yang di-Pertuan Agong
Ja'afar di Negeri Sembilan fu il decimo di Yang di-Pertuan Agong di Malesia dal 26 aprile 1994 al 25 aprile 1999 succedendo al sultano Azlan Shah di Perak.
Durante il suo quinquennio, la Malesia raggiunse molti traguardi, tra i quali il successo della candidatura per i XVI Giochi del Commonwealth e per il summit dell'Asia-Pacific Economic Cooperation, entrambi svoltisi nel 1998. Proseguirono i lavori di costruzione dell'Aeroporto Internazionale di Kuala Lumpur a Sepang, delle Torri Petronas, della zona economica MSC Malaysia e della nuova capitale amministrativa Putrajaya.

## Vita personale
Tuanku Ja'afar era sposato con Tuanku Najihah binti Almarhum Tunku Besar Burhanuddin che è stata anche Raja Permaisuri Agong tra il 1994 e il 1999. Dalla coppia nacquero tre figli e tre figlie:
- Tunku Dara Naquiah Tunku Dara (nata il 26 dicembre 1944, foto Archiviato il 4 marzo 2016 in Internet Archive.);
- Tunku Naquiyuddin, Tunku Laksamana (nato l'8 marzo 1947, foto Archiviato il 29 ottobre 2013 in Internet Archive.);
- Tunku Imran, Tunku Muda di Serting (nato il 21 marzo 1948, foto Archiviato il 29 ottobre 2013 in Internet Archive.);
- Tunku Putri Jawahir, Tunku Putri (nata il 27 gennaio 1951, foto Archiviato il 29 ottobre 2013 in Internet Archive.);
- Tunku Irinah (nata il 23 novembre 1957, foto Archiviato il 29 ottobre 2013 in Internet Archive.);
- Tunku Putra Nazaruddin, Tunku Putra (nato il 26 ottobre 1959, foto Archiviato il 29 ottobre 2013 in Internet Archive.).

## Contributi
Durante il suo regno come sovrano di Negeri Sembilan, Tuanku Ja'afar concentrò la sua attenzione sui problemi della gente e dell'amministrazione dello Stato. Nella gestione degli affari socio-economici, il monarca rivolse la sua attenzione ai settori industriali e dell'edilizia residenziale pubblica in modo da migliorare il tenore di vita del popolo. Di conseguenza, diverse nuove aree residenziali vennero sviluppate tra le quali vi sono il Taman Tuanku Ja'afar che comprende una zona industriale e un campo da golf di livello internazionale, il Taman Tuanku Ampuan Najihah a Sungai Gadut e il progetto di edilizia abitativa Mambau.

## Formazione
Tuanku Ja'afar divenne cancelliere dell'Università Nazionale della Malesia il 16 aprile 1976. Egli sollecitò sempre il miglioramento del livello di istruzione in Malesia. Gli vennero assegnati dottorati onorari in legge dall'Università delle Filippine (il 27 luglio 1990), dall'Università di Nottingham (il 21 luglio 1995), dall'Università di Santiago in Cile (il 28 settembre 1995) e dall'Università del Brunei Darussalam (l'11 settembre 1996).

## Interessi personali
Tuanku Ja'afar e la famiglia reale di Negeri Sembilan erano noti come la "famiglia reale dello sport". Lui e la sua famiglia mostrarono grande interesse per il cricket, il tennis, il badminton, lo squash, l'hockey e il golf. Suo figlio Tunku Imran fu presidente del World Squash per sette anni.
Da appassionato di golf, Tuanku Ja'afar partecipò regolarmente a tornei di golf all'interno e all'esterno del paese. Migliorò anche il livello dello sport a Negeri Sembilan aggiornando i campi e le strutture in particolare quelli del Golf Club Internazionale di Seremban. Tuanku Ja'afar partecipò anche al Malaysian Open Golf Pro-Am annuale dal momento della sua prima edizione.

## Morte
Tuanku Ja'afar morì presso l'ospedale Tuanku Jaafar di Seremban alle 11:45 del 27 dicembre 2008. Il fratello minore, Tunku Panglima Besar Tunku Tan Sri Abdullah era deceduto quattro mesi prima. Prima della morte di Tuanku Ja'afar, fu ricoverato in ospedale dopo aver avuto sensazione di vertigini. Venne sepolto presso il Mausoleo Reale di Seri Menanti due giorni dopo.

## Onorificenze[3]

### Onorificenze malesi
Personalmente è stato insignito dei titoli di: